# Sekeetamys calurus
Sekeetamys calurus är en gnagare i underfamiljen ökenråttor och den enda arten i sitt släkte.

## Beskrivning

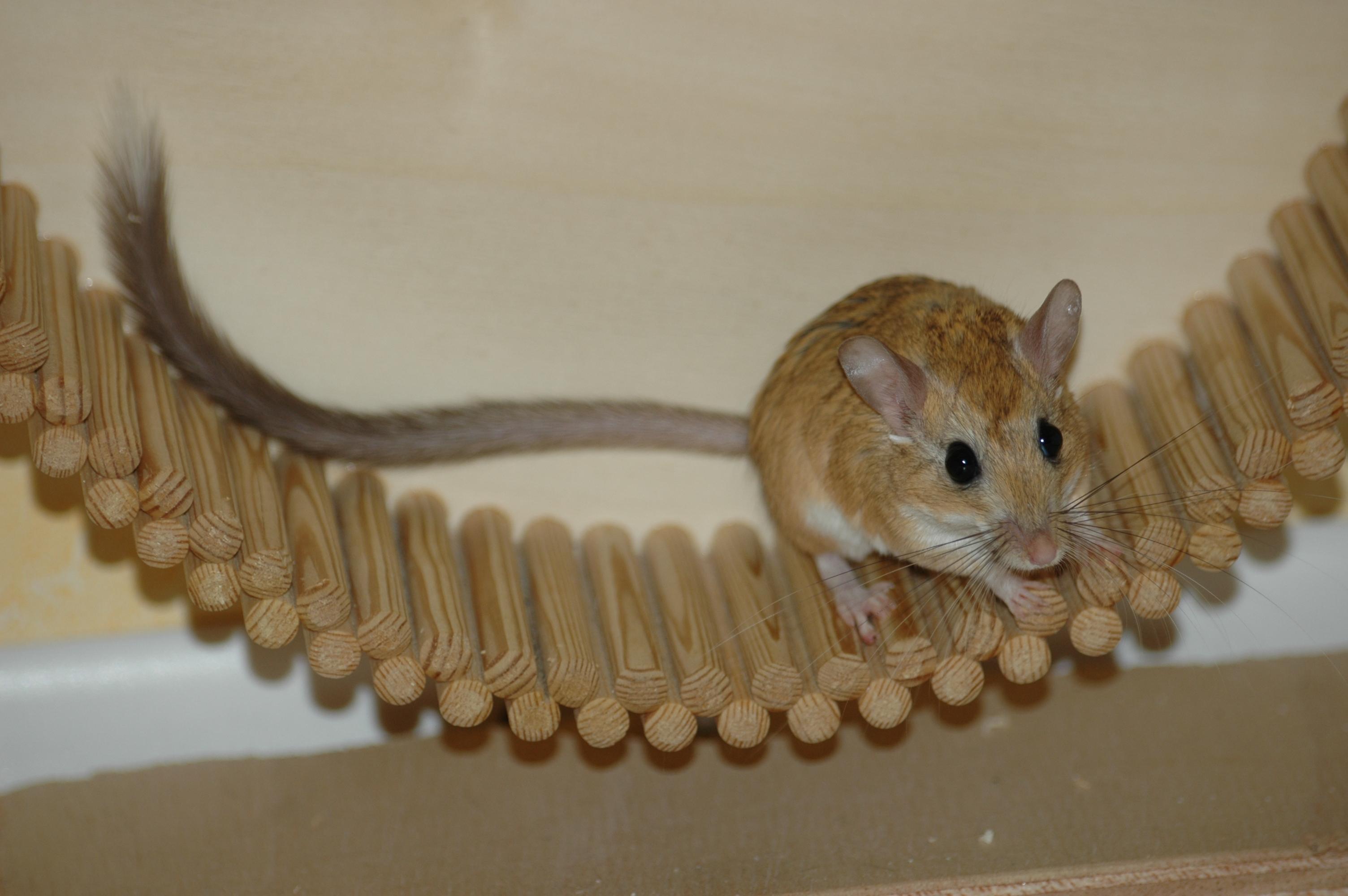
Sekeetamys calurus som sällskapsdjur.

Arten når en kroppslängd (huvud och bål) av 10 till 12,5 cm och en svanslängd av 11 till 16 cm. Pälsfärgen på ovansidan varierar mellan gul- och rödaktig med en svart skugga. Buken och extremiteterna är vitaktiga. Svansen är yvig och har vanligen en brun färg med vit tofs vid slutet. Den kan även vara mera svart i mitten och ljusare vid roten. Fotens undersida saknar hår.
Denna ökenråtta förekommer i öknar och klippiga regioner i nordöstra Afrika och västra Asien. Utbredningsområdet sträcker sig längs Röda havet i Egypten (enstaka fynd från Sudan) över Sinaihalvön till Israel, Jordanien och västra Saudiarabien. En isolerad population finns i centrala Saudiarabien. I bergstrakter når gnagaren 600 meter över havet.
Djuret gräver underjordiska bon bland klippor eller byggnader. I genomsnitt föds 3 ungar per kull och maximal 6 ungar. En individ i fångenskap levde nästan fem och ett halvt år.
IUCN ser inga större hot mot arten och listar Sekeetamys calurus som livskraftig (LC).